# Ylena In-Albon
Ylena In-Albon (* 6. März 1999 in Visp) ist eine Schweizer Tennisspielerin.

## Karriere
Ylena In-Albon begann mit sechs Jahren mit dem Tennisspielen, ihr bevorzugtes Terrain ist laut ITF-Profil der Sandplatz. Sie tritt vor allem auf Turnieren der ITF Women’s World Tennis Tour an, wobei sie bisher 12 Einzel- und elf Doppeltitel gewinnen konnte. Zum ersten Mal im Hauptfeld eines WTA-Turniers spielte In-Albon bei den Ladies Open Biel 2017 im Doppelbewerb, wo sie an der Seite von Leonie Küng in der ersten Runde verlor.
Im Jahr 2019 spielte In-Albon erstmals für die Schweizer Fed-Cup-Mannschaft; ihre Fed-Cup-Bilanz weist bislang einen Sieg bei keiner Niederlage aus.

## Turniersiege

### Einzel
| Nr. | Datum              | Turnier                  | Kategorie   | Belag     | Finalgegnerin             | Ergebnis       |
| --- | ------------------ | ------------------------ | ----------- | --------- | ------------------------- | -------------- |
| 1.  | 25. September 2016 | Santa Margherita di Pula | ITF $10.000 | Sand      | Alice Balducci            | 7:5, 6:2       |
| 2.  | 3. März 2018       | Palmanova                | ITF $15.000 | Sand      | Isabella Schinikowa       | 6:1, 7:5       |
| 3.  | 25. März 2018      | Iraklio                  | ITF $15.000 | Sand      | Anna Bondár               | 4:6, 7:63, 6:1 |
| 4.  | 27. Mai 2018       | Oeiras                   | ITF $15.000 | Sand      | Tamaryn Hendler           | 7:5 r.         |
| 5.  | 15. Juli 2018      | Setúbal                  | ITF $25.000 | Hartplatz | Dea Herdželaš             | 7:5, 6:2       |
| 6.  | 24. Februar 2019   | Kyōto                    | ITF W60     | Hartplatz | Zhang Kailin              | 6:2, 6:3       |
| 7.  | 30. Mai 2021       | Antalya                  | ITF W15     | Sand      | Luisa Meyer auf der Heide | 6:3, 6:2       |
| 8.  | 27. Juni 2021      | Klosters                 | ITF W25     | Sand      | Andreea Prisăcariu        | 6:3, 6:2       |
| 9.  | 25. Juli 2021      | Les Contamines-Montjoie  | ITF W25     | Hartplatz | Jodie Anna Burrage        | 4:6, 7:5, 7:5  |
| 10. | 29. August 2021    | Verbier                  | ITF W25     | Sand      | Erika Andrejewa           | 6:1, 6:4       |
| 11. | 15. Mai 2022       | Saint-Gaudens            | ITF W60     | Sand      | Carolina Alves            | 4:6, 6:4, 6:3  |
| 12. | 2. Oktober 2022    | Pula                     | ITF W25     | Sand      | Noma Noha Akugue          | 6:3, 6:2       |

### Doppel
| Nr. | Datum              | Turnier                  | Kategorie   | Belag             | Partnerin                   | Finalgegnerinnen                         | Ergebnis           |
| --- | ------------------ | ------------------------ | ----------- | ----------------- | --------------------------- | ---------------------------------------- | ------------------ |
| 1.  | 28. Oktober 2016   | Santa Margherita di Pula | ITF $10.000 | Sand              | Giorgia Marchetti           | Lisa Ponomar Michele Zmau                | 4:6, 6:2, [10:8]   |
| 2.  | 4. November 2016   | Santa Margherita di Pula | ITF $10.000 | Sand              | Giorgia Marchetti           | Anna-Giulia Remondina Dalila Spiteri     | 6:1, 6:3           |
| 3.  | 12. November 2017  | Iraklio                  | ITF $15.000 | Sand              | Mana Ayukawa                | Franziska Kommer Laura Schaeder          | 6:4, 6:3           |
| 4.  | 30. Januar 2021    | Manacor                  | ITF W15     | Hartplatz         | Camilla Rosatello           | Ángela Fita Boluda Oxana Selechmetjewa   | 7:63, 6:79, [10:5] |
| 5.  | 22. Mai 2021       | Antalya                  | ITF W15     | Sand              | Katharina Hobgarski         | Eva Vedder Stéphanie Visscher            | 6:3, 6:3           |
| 6.  | 23. Oktober 2021   | Hamburg                  | ITF W25     | Hartplatz (Halle) | Kamilla Bartone             | Olivia Gadecki Sada Nahimana             | 6:4, 6:3           |
| 7.  | 19. März 2022      | Anapoima                 | ITF W25     | Sand              | Réka Luca Jani              | María Carlé Laura Pigossi                | 1:6, 6:3, [10:7]   |
| 8.  | 25. November 2022  | Valencia                 | ITF W80+H   | Sand              | Cristina Bucșa              | Irina Chromatschowa Iryna Schymanowitsch | 6:3, 6:2           |
| 9.  | 14. September 2024 | Reus                     | ITF W35     | Sand              | María José Portillo Ramírez | Julia Grabher Caroline Werner            | 6:4, 6:3           |
| 10. | 12. Oktober 2024   | Sevilla                  | ITF W35     | Sand              | Ángela Fita Boluda          | Aliona Bolsova Martha Matoula            | 6:2, 6:1           |
| 11. | 22. März 2025      | Sabadell                 | ITF W35     | Sand              | Aliona Bolsova              | Živa Falkner Pia Lovrič                  | 6:4, 6:0           |

## Weltranglistenpositionen am Saisonende
| Jahr   | 2015 | 2016 | 2017 | 2018 | 2019 | 2020 | 2021 | 2022 | 2023 | 2024 |
| ------ | ---- | ---- | ---- | ---- | ---- | ---- | ---- | ---- | ---- | ---- |
| Einzel | 1199 | 667  | 683  | 235  | 318  | 428  | 166  | 152  | 202  | 356  |
| Doppel | –    | 831  | 622  | 582  | 235  | 245  | 354  | 478  | 362  | 515  |